# لاسرتای شکم‌سبز
لاسرتای شکم‌سبز (نام علمی: Darevskia chlorogaster) نام یک گونه از خانواده لاسرتا است.